# Sissy Spacek
Mary Elizabeth "Sissy" Spacek (Quitman (Texas), 25 december 1949) is een Amerikaanse actrice en zangeres.

## Jeugdjaren
Mary Elizabeth werd geboren in Quitman (Texas) als dochter van Virginia Frances en Edwin Arnold Spacek sr. Haar grootouders aan vaders kant waren van Moravisch/Tsjechisch/Boheemse afkomst. Spaceks moeder was afkomstig uit de vallei van de Rio Grande in Texas. Spacek kreeg de bijnaam "Sissy" van haar oudere broers. Ze werd heftig geschokt door de dood van haar 18 jaar oude broer Robbie in 1967. Daarop besloot ze dat het leven te kort was om aan hoger onderwijs te verspillen, en ze trok naar New York om te acteren.

## Carrière
Spacek begon als countryzangeres. Ze nam een single op ("John, You Went Too Far This Time", over John Lennon) onder de naam "Rainbo". 
Met de hulp van haar neef, acteur Rip Torn, kon ze zich inschrijven in Actors Studio van Lee Strasberg en vervolgens in het Lee Strasberg Institute in New York. In haar vroege carrière speelde ze vaak meisjes, jonger dan haar eigen leeftijd. Haar eerste filmrol was in de film Prime Cut uit 1972, waarin ze een jonge vrouw speelde die verkocht wordt als seksslavin. De eerste rol waarmee ze opgemerkt werd, was in de film Badlands van Terrence Malick uit 1973. Hier ontmoette ze ook regisseur Jack Fisk, met wie ze later zou trouwen.
Ze brak door in 1976 met de hoofdrol in de horrorfilm Carrie van Brian De Palma (gebaseerd op het gelijknamige boek van Stephen King), waarin ze een weinig populaire en emotioneel verwarde tiener speelde met telekinetische gaven. Ze ontving hiervoor een nominatie voor de Academy Award voor Beste Actrice die echter niet verzilverd werd. Ze kreeg deze Oscar wel in 1980 voor Coal Miner's Daughter, waarin ze countryster Loretta Lynn speelt. Ze kreeg voor haar zangprestatie ook een Grammy Award. Hierop bracht ze zelf een countryalbum uit.
In 2001 werd ze weer genomineerd voor een Oscar voor haar rol in In the Bedroom van Todd Field. Haar vertolking van de rouwende Ruth Fowler kreeg gunstige kritieken.
In 2011 kreeg Spacek een ster op de beroemde Hollywood Walk of Fame.

## Privé
Spacek trouwde in 1974 met haar regisseur Jack Fisk. Ze kregen twee dochters: Schuyler Elizabeth en Madison Fisk. Schuyler Fisk acteert ook in films. Spacek woont met haar gezin op een paardenranch nabij Charlottesville (Virginia). 
Ze is een activiste voor vrouwenrechten.

## Filmografie
| Jaar | Film                                           | Rol                                                                     | Opmerkingen                                                                                     |
| ---- | ---------------------------------------------- | ----------------------------------------------------------------------- | ----------------------------------------------------------------------------------------------- |
| 1970 | Trash                                          | Meisje aan de bar                                                       | niet op aftiteling                                                                              |
| 1972 | Prime Cut                                      | Poppy                                                                   |                                                                                                 |
| 1973 | The Girls of Huntington House                  | Sara                                                                    | televisiefilm                                                                                   |
| 1973 | Badlands                                       | Holly                                                                   | Nominatie - BAFTA Award                                                                         |
| 1974 | Ginger in the Morning                          | Ginger                                                                  | televisiefilm                                                                                   |
| 1974 | The Migrants                                   | Wanda Trimpin                                                           |                                                                                                 |
| 1975 | Katherine                                      | Katherine Alman                                                         |                                                                                                 |
| 1976 | Carrie                                         | Carrie White                                                            | Nominatie - Academy Award                                                                       |
| 1976 | Welcome to L.A.                                | Linda Murray                                                            |                                                                                                 |
| 1977 | 3 Women                                        | Pinky Rose                                                              |                                                                                                 |
| 1978 | Verna: U.S.O. Girl                             | Verna Vane                                                              | televisiefilm                                                                                   |
| 1980 | Coal Miner's Daughter                          | Loretta Lynn                                                            | Academy Award voor beste actrice; Golden Globe; Nominatie - BAFTA Award                         |
| 1980 | Heart Beat                                     | Carolyn Cassady                                                         |                                                                                                 |
| 1981 | Raggedy Man                                    | Nita Longley                                                            | Nominatie - Golden Globe                                                                        |
| 1982 | Missing                                        | Beth Horman                                                             | Nominatie - Academy Award voor beste actrice; Nominatie - BAFTA Award; Nominatie - Golden Globe |
| 1983 | The Man with Two Brains                        | Anne Uumellmahaye                                                       | stem (niet op aftiteling)                                                                       |
| 1984 | The River                                      | Mae Garvey                                                              | Nominatie - Academy Award voor beste actrice; Nominatie - Golden Globe                          |
| 1985 | Marie                                          | Marie Ragghianti                                                        |                                                                                                 |
| 1986 | Violets Are Blue                               | Augusta 'Gussie' Sawyer                                                 |                                                                                                 |
| 1986 | 'night, Mother                                 | Jessie Cates                                                            |                                                                                                 |
| 1986 | Crimes of the Heart                            | Rebeca 'Babe'/'Becky' Magrath Botrelle                                  | Golden Globe; Nominatie - Academy Award voor beste actrice                                      |
| 1990 | The Long Walk Home                             | Miriam Thompson                                                         |                                                                                                 |
| 1991 | Hard Promises                                  | Christine Ann Coalter                                                   |                                                                                                 |
| 1991 | JFK                                            | Liz Garrison                                                            |                                                                                                 |
| 1992 | A Private Matter                               | Sherri Finkbine                                                         | televisiefilm                                                                                   |
| 1994 | A Place for Annie                              | Susan Lansing                                                           | televisiefilm                                                                                   |
| 1994 | Trading Mom                                    | Mrs. Mommy Martin; Mama, Snappy French; Mom; Natasha, de circusartieste |                                                                                                 |
| 1995 | The Good Old Boys                              | Spring Renfro                                                           | Nominatie - Emmy Award                                                                          |
| 1995 | The Grass Harp                                 | Verena Talbo                                                            |                                                                                                 |
| 1995 | Streets of Laredo                              | Lorena Parker                                                           | Tv-mini-serie                                                                                   |
| 1996 | Beyond the Call                                | Pam O'Brien                                                             | televisiefilm                                                                                   |
| 1996 | If These Walls Could Talk                      | Barbara Barrows (segment "1974")                                        | televisiefilm                                                                                   |
| 1997 | Affliction                                     | Margie Fogg                                                             |                                                                                                 |
| 1999 | Blast from the Past                            | Helen Thomas Webber                                                     |                                                                                                 |
| 1999 | The Straight Story                             | Rose 'Rosie' Straight                                                   |                                                                                                 |
| 2000 | Songs in Ordinary Time                         | Marie Fermoyle                                                          | televisiefilm                                                                                   |
| 2001 | In the Bedroom                                 | Ruth Fowler                                                             | Golden Globe; Nominatie - Academy Award voor beste actrice; Nominatie - BAFTA Award             |
| 2001 | Midwives                                       | Sibyl Danforth                                                          | televisiefilm                                                                                   |
| 2002 | Last Call                                      | Zelda Fitzgerald                                                        | Nominatie - Emmy Award                                                                          |
| 2002 | Tuck Everlasting                               | Mae Tuck                                                                |                                                                                                 |
| 2004 | A Home at the End of the World                 | Alice Glover                                                            |                                                                                                 |
| 2005 | Nine Lives                                     | Ruth                                                                    |                                                                                                 |
| 2005 | The Ring 2                                     | Evelyn                                                                  |                                                                                                 |
| 2005 | North Country                                  | Alice Aimes                                                             |                                                                                                 |
| 2006 | An American Haunting                           | Lucy Bell                                                               |                                                                                                 |
| 2006 | Summer Running: The Race to Cure Breast Cancer | Mrs. Flora Good                                                         |                                                                                                 |
| 2007 | Gray Matters                                   | Sydney                                                                  |                                                                                                 |
| 2007 | Hot Rod                                        | Marie Powell                                                            |                                                                                                 |
| 2007 | Pictures of Hollis Woods                       | Josie Cahill                                                            | televisiefilm - Nominatie - Golden Globe                                                        |
| 2008 | Lake City                                      | Maggie                                                                  |                                                                                                 |
| 2008 | Four Christmases                               | Paula                                                                   |                                                                                                 |
| 2009 | Get Low                                        | Mattie Darrow                                                           |                                                                                                 |
| 2011 | The Help                                       | Missus Walters                                                          |                                                                                                 |
| 2015 | Bloodline                                      | Sally Rayburn                                                           | Tv-serie                                                                                        |
| 2018 | The Old Man & the Gun                          | Jewel                                                                   |                                                                                                 |
| 2025 | Die, My Love                                   | Pam                                                                     |                                                                                                 |

## Discografie
- Hangin' Up My Heart (1983)

- Bibsys: 99008056
- Biblioteca Nacional de España: XX1288303
- Bibliothèque nationale de France: cb138999532 (data)
- Catàleg d'autoritats de noms i títols de Catalunya: 981058528567006706
- CiNii: DA13106343
- Gemeinsame Normdatei: 119474085
- International Standard Name Identifier: 0000 0001 1838 7678
- Library of Congress Control Number: n80144170
- Nationale Bibliotheek van Letland: 000311240
- MusicBrainz: 384c85ed-8c8a-47fe-8d3a-a2b749213b18
- Nationale Bibliotheek van Tsjechië: xx0032908
- Nationale bibliotheek van Australië: 40010707
- Nationale Bibliotheek van Israël: 987007428888405171
- Nationale Bibliotheek van Polen: a0000001679074
- Nederlandse Thesaurus van Auteursnamen: 073110167
- SNAC: w666991b
- Système universitaire de documentation: 05859518X
- Trove: 1441759
- Virtual International Authority File: 46947689
- WorldCat: E39PBJgmMvHbBqycYxXKGCKrv3

1. ↑  Sissy Spacek-biografie. Film Reference.com.
2. ↑  Afkomst van Sissy Spacek. Wargs.com.